# 長崎ブルース
「長崎ブルース」（ながさきブルース）は、青江三奈の楽曲で、11枚目のシングル。1968年7月5日に発売された。青江にとって「池袋の夜」に次ぐヒットとなった。

## 解説
200万枚を超すセールスを記録したピンキーとキラーズ「恋の季節」に阻まれたが、発売5ヵ月後にオリコンの2位まで上昇した。同チャートによる累計売上は76.7万枚を記録し、翌1969年の年間売上第10位を獲得した。1998年時点で170万枚超を売り上げている。
『夜の歌謡シリーズ 長崎ブルース』の題名で1969年4月に東映で映画化され（後述）、ナイトクラブでの歌唱シーンがある。
紅白では発売から5年後の1973年末『第24回NHK紅白歌合戦』で歌唱披露された。
カバー歌手には、藤圭子1stアルバム『新宿の女/“演歌の星”藤圭子のすべて』収録（JRS-7067）1970年3月。がある。

## 収録曲
1. 長崎ブルース(3分37秒)
  - 作詞：吉川静夫　作曲：渡久地政信　編曲：寺岡真三
2. 一人になりたい(3分00秒)
  - 作詞：平山忠夫　作曲：渡久地政信　編曲：近藤進

## 映画
映画は1969年4月19日に公開。カラー、シネマスコープ、88分。『夜の歌謡シリーズ』第5弾。東京と長崎を舞台に、七色のネオンが彩る盛り場の夜を結んで、男と女の様々な恋と愛欲の生態をヒット曲に乗せて生々しく描き出す。

### スタッフ
- 企画 - 園田実彦、吉峰甲子夫
- 脚本 - 舟橋和郎
- 監督 - 鷹森立一
- 撮影 - 星島一郎
- 美術 - 北川弘
- 音楽 - 伊部晴美
- 録音 - 内田陽造
- 照明 - 銀屋謙蔵
- 編集 - 田中修
- スチール - 加藤光男
- 助監督 - 山口和彦
- 擬斗 - 日尾孝司

### 出演者
- 浜崎史郎 - 松方弘樹
- 水野直美 - 宮園純子
- 水野清志 - 谷隼人
- 荻京子 - 大原麗子
- 古垣 - 藤村有弘
- 芳村夕起子 - 曽我町子
- 秋山シズ江 - 白木マリ
- 横山美佐 - 西岡慶子
- 米倉とみ - 若水ヤエ子
- 銀子 - 青江三奈
- ホスト - 長沢純
- 客 - 人見きよし
- 船員 - 曽根晴美、高宮敬二
- ボーイ - 大泉滉
- 布施 - 梅宮辰夫

### 製作
それまで4作に渡って主演した梅宮辰夫が、1969年3月20日に自宅で、当時の妻・大門節子の快気祝いにと磯釣の弟子が釣り上げて持って来た真鯛を料理中に出刃包丁で左手首を切る大怪我を負い、当時大映にレンタル中だった松方弘樹が一時東映に戻り主演を務めた。松方は1969年4月14日から大映京都で『薄桜記』（『秘剣破り』）のクランクインが予定されていたが、東映へのレンタルのお礼返しとして大映も了承し、松方も助っ人を買って出た。当時東京のナイトクラブにホステスならぬホストが活躍していると話題をまいていたことから、これを脚本に取り入れ、松方の役はホストになった。ホストを主人公にした映像作品では最初期のものと見られる。役柄を掴むため、松方は東京駅八重洲口そばにあるホストクラブを実地見学し、「世の中広いですねえ。何もかもあべこべなんだな。とてもじゃないけど僕はダメだね。僕の女房がこんな所に来たらぶっとばしちゃいますよ。仕事だから、そこはプロらしくなんとかやります。どうせ出るなら大藪春彦タッチのハードボイルドものに出たい。こういう作品はどうも..」などと話した。
梅宮は「不良番長シリーズ」三作目『不良番長 練鑑ブルース』の撮影が半分終わり、同作のクランクアップを1969年4月10日に予定し、1969年4月22日から公開を予定していたが、アクションの多い『不良番長』の撮影を延ばし、さほど動きのない本作の撮影前倒しを決め、即刻、1969年3月29日からのクランクインとなった。先述のように松方の大映作品のクランクインが迫っていたため、撮影期間は通常の半分、僅か15日だった。松方が友情出演で梅宮の代わりに主演を務め、アクションはないため、梅宮も出演は可能と判断され梅宮が脇役に回り、ギプス姿で後半に登場する。このため『不良番長 練鑑ブルース』は怪我をしたという設定に脚本が書き換えられ、同作は1969年6月に、次の『不良番長 送り狼』が1969年7月と一ヶ月おきに公開された。また前作『夜の歌謡シリーズ 伊勢佐木町ブルース』に続いて青江三奈が助演しているが、本作では自分自身役では無い。
撮影は短期間ながら長崎ロケも行われ、松方の他、怪我をした梅宮も参加し、松方に殴られるシーンの撮影の他、思案橋、グラバー邸、崇福寺などで撮影が行われた。
封切時のポスターには、松方弘樹、宮園純子、谷隼人、大原麗子、青江三奈、梅宮辰夫の名前が並列に記載され「6大スター競演！人気シリーズ第5弾デラックス版」と書かれた。

### 同時上映
『戦後最大の賭場』
- 脚本 - 村尾昭 / 監督 - 山下耕作 / 主演 - 高倉健

### 映像ソフト
- 2010年5月21日に東映ビデオからDVDが発売された[14]。